# Guarda Imperial (Napoleão)

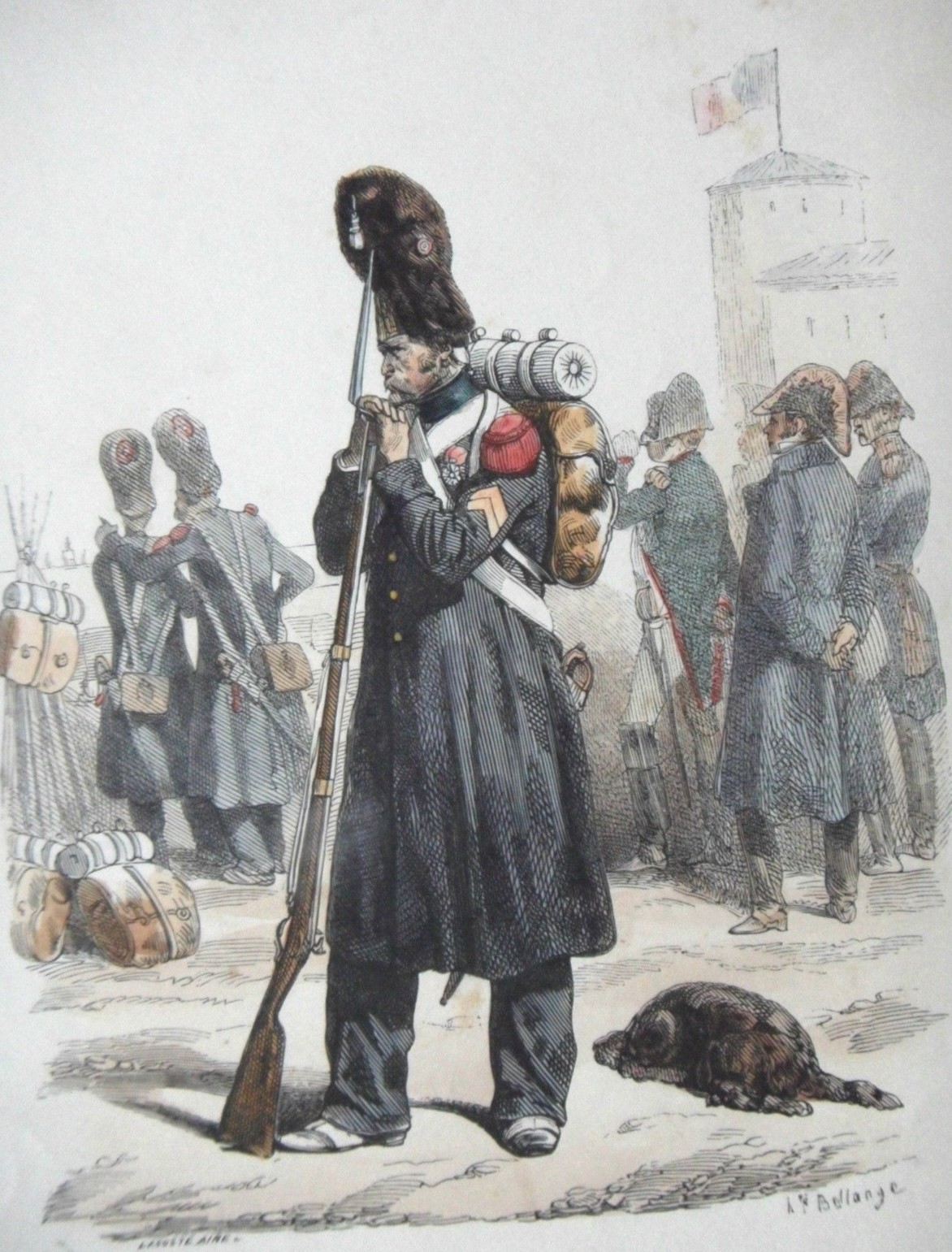
Granadeiro da Guarda Imperial em 1813.

A Guarda Imperial (em francês:Impériale Garde) foi inicialmente um pequeno grupo de soldados de elite do Exército Imperial Francês, que era diretamente comandado por Napoleão I, que com o passar do tempo foi crescendo. Ela era a guarda-costas e uma unidade reserva tática, além de Napoleão ter tido extremo cuidado em utiliza-la em batalha. A Guarda fora dividida em infantaria, regimentos de artilharia e cavalaria, além de batalhões de sapadores e fuzileiros navais. Havia ainda um divisão que era entre os veteranos experientes, os membros menos experientes que eram divididos em Velha Guarda, Guarda Oriental e a Jovem Guarda.

## História

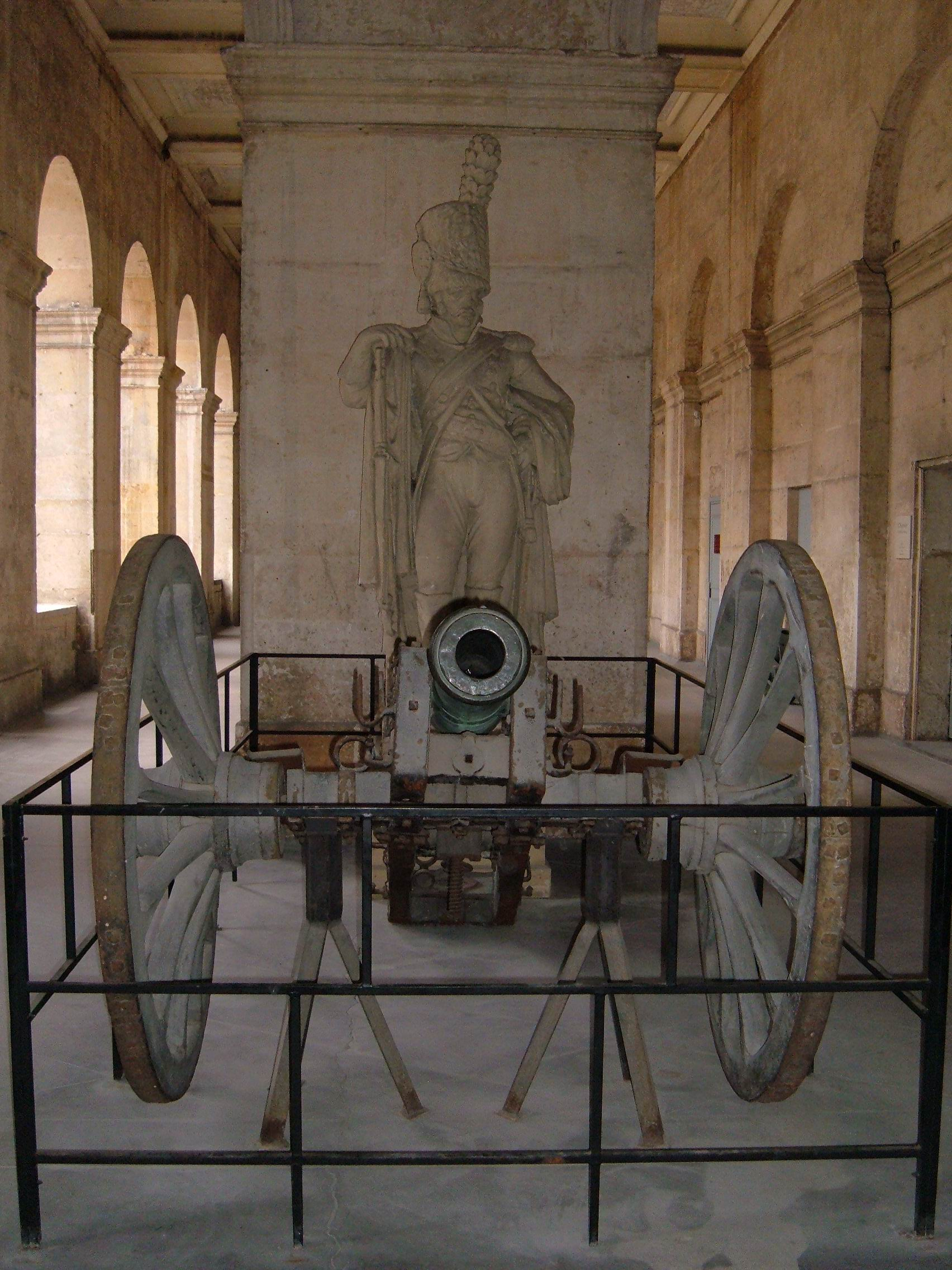
Memorial aos artilheiros da Guarda Imperial

A Guarda se iniciou com a Guarda Consular (em francês: Garde des Cônsules), criada em 28 de novembro de 1799 pela União da Guarda do Diretório (em francês: Garde du Directoire exécutif) e pelos Granadeiros da assembleia legislativa (em francês: Granadeiros prés de la representação nacional). Ela foi formada com a iniciativa principal de garantir a segurança dos poderes executivo e e legislativo da Primeira República Francesa e inicialmente deteve um pequeno efetivo de cerca de 1.000 soldados. Mas é inicialmente é contestado sua utilidade, ja que durante o 18 de Brumário, golpe em qual Napoleão tomou o poder em 1799, a Guarda não se opôs a ele. E em 18 de maio de 1804 a Guarda Consular trocou seu nome para Guarda Imperial. Seu quartel-general foi a Abadia de Pentemont em Paris.
Napoleão sempre teve o cuidado com da sua Guarda especialmente a Velha Guarda. Os Granadeiros da Velha Guarda eram muito conhecidos por reclamar com seu Imperador, a qual eles foi dado o apelido de Les Grognards em francês, em português os descontentes. A Guarda quase sempre recebia melhores remunerações, rações, alojamentos e equipamentos, e todos os soldados da Guarda Imperial estavam superiores um grau a mais do que os soldados convencionais. Além de seus vários apelidos receberam um bem diferente "Os Imortais".
A Guarda também teve um grande papel na Batalha de Waterloo. A Guarda foi incumbida em último momento de salvar a Batalha em pro de Napoleão. Além de um desvantagem numérica imensa, a Guarda enfrentou o fogo das linhas Britânicas que avançavam, assim obrigando a Guarda a recuar. Pela primeira vez ela havia recuado sem ordens. Ao ver a Guarda fugindo, as tropas francesas perderam a esperança de vitória. A Guarda Média se desfez totalmente, mas alguns Batalhões da Velha Guarda e uns poucos da Guarda Jovem mantiveram suas posições até garantir a retirada total do exército antes de serem aniquilados pela artilharia Britânica e prussiana, mais as cargas das Cavalarias.
Há uma frase em francês que diz "La Garde muert Mais ne se rend pas!" (em português: A Guarda pode morrer, mas não se render), é geralmente atribuída ao General Pierre Cambronne. Mas que ainda tem sido sugerido que foi dito pelo General da Guarda, Claude-Michel Etienne, a qual ele s afirmou a última posição da Guarda em Waterloo. Já outros dizem que esta frase não passa de uma invenção do editor do jornal francês.

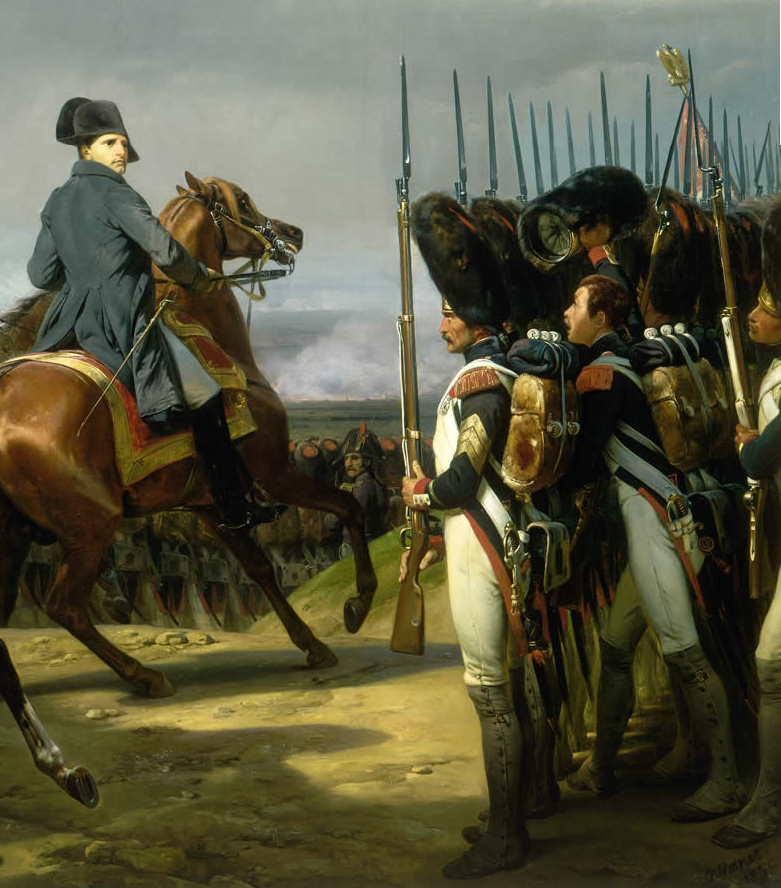
Napoleão revistando a Guarda Imperial na Batalha de Jena (14 de outubro de 1806)

## Organização
A Guarda era organizada em três escalas. Havia a Velha Guarda que eram os melhores soldados da Europa, a qual serviram a Napoleão desde de suas primeiras Campanhas. Havia também a Guarda Média que eram os veteranos das Campanhas militares de Napoleão entre 1805 à 1809. Já a Jovem Guarda era composta pelos melhores recrutas e voluntários dos recrutamentos anuais, mas nunca foram considerados do mesma classificação do Guardas Seniores, entretanto suas unidades estavam superiores as outras convencionas.

## Efetivo
Em 1804 a Guarda já era composta por 8000 homens. Já durante a Campanha da Rússia em 1812, Napoleão aumentou o efetivo da Guarda para cerca de 100 000 homens. A Guarda sempre deteve suas unidades de artilharia, infantaria e cavalaria como um qualquer corpo do Exército Francês.

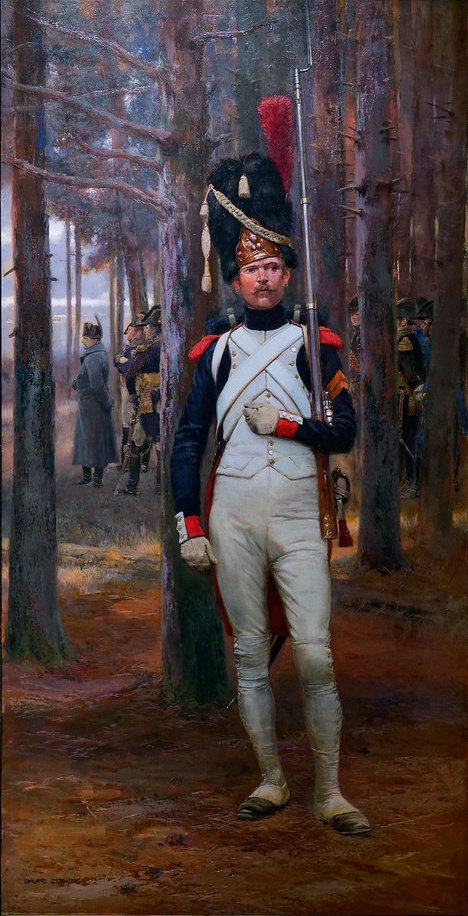
Um Granadeiro da Guarda Imperial (a "Velha Guarda", ou La Vieille Garde)

## Estado-Maior da Guarda Imperial
Após a criação da Guarda, o Estado-Maior incluía, em 1806, os quatro coronéis-generais das quatro divisões da Guarda, todos os marechais de campo de França. Também incluía um inspetor de Revistas, um Comissário de Guerra, 24 ajudantes de campo e outros oficiais especialistas, sub-oficiais e praças.
| Ano  | Número de Soldados |
| ---- | ------------------ |
| 1800 | 3.000              |
| 1804 | 9.798              |
| 1805 | 12.187             |
| 1810 | 32.150             |
| 1812 | 48.500             |
| 1813 | 92.472             |
| 1814 | 112.482            |
| 1815 | 28.870             |